# Orellanense
La etapa norteamericana del Orellanense en la Escala temporal geológica es la etapa de la fauna de América del Norte según la cronología de las edades de los mamíferos terrestres de América del Norte (NALMA), hace 32-34 millones de años. Por lo general, se considera que pertenece al Oligoceno temprano. El Orellanense precede al Guitnellano y sigue las etapas de Chadroniano NALMA.
El Orellanense está contenido dentro del Rupeliense y comparte el límite inferior.